# Pierre Bourdy
Pierre Bourdy, ou Pierre Bourdict, est un sculpteur français né à Lyon en 1664, et mort en 1712.

## Biographie
Pierre Bourdy est le fils de Jean Bourdy (mort vers 1675), sculpteur sur bois et menuisier lyonnais, et le frère de Claude Bourdy, mariée en 1677 avec Antoine Coysevox (ou Quoyzeveau jusqu'en 1679). Jean Bourdy a été associé en 1673 à Guillaume Coustou, frère de François Coustou, et oncle de Nicolas Coustou. Pierre Bourdy a été l'élève de son beau-frère, Antoine Coysevox.
Il vient ensuite à Paris où il est étudiant à l'Académie royale de peinture et de sculpture. Il obtient le 3e prix de quartier le 21 octobre 1684. Le 3 septembre 1685, il est classé deuxième pour le grand prix en sculpture, après Zéphirin Adam. Le 6 septembre 1685, il se présente, avec Robert Doisy et Zéphirin Adam, devant l'Académie royale pour obtenir leur agrément afin de se présenter au protecteur de l'Académie afin d'aller à l'Académie de France à Rome. Les membres de l'Académie les ont jugé capables de profiter de l'Académie de Rome. Il reçoit, le 14 novembre 1685, 110 livres pour se rendre à Rome. 

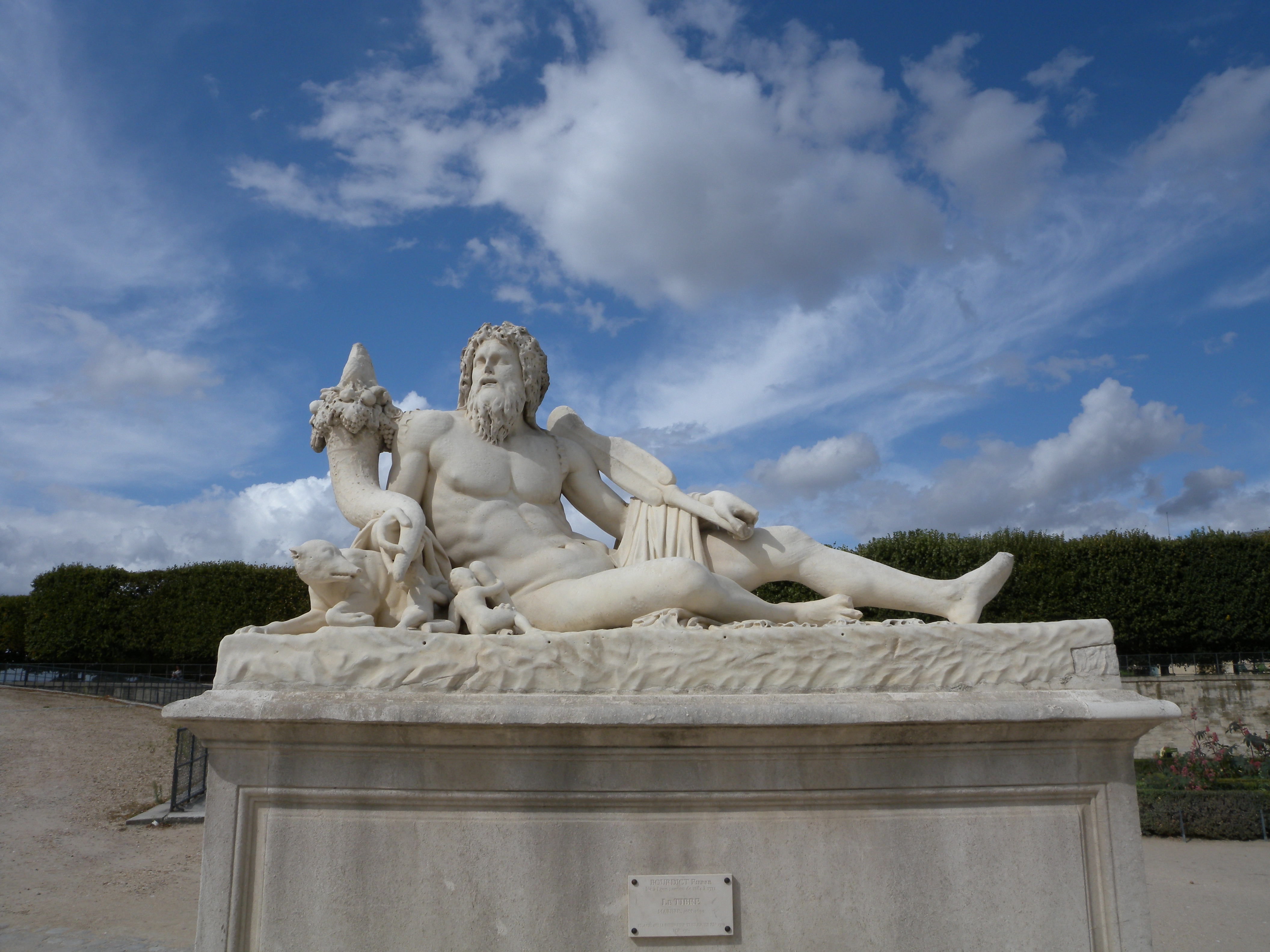
Copie de la statue romaine du Tibre exécutée par Pierre Bourdy (ou Bourdict)

Dans un courrier de Matthieu de La Teulière, directeur de l'Académie de France à Rome, à Louvois, surintendant des Bâtiments du roi, en date du 9 mars 1688 nous indique qu'il sculpte une figure du Tibre. Dans une lettre du 21 mars 1690 Teulière annonce à Louvois que Pierre Bourdy doit quitter Rome après Robert Doisy et le peintre Gabriel Duvernay.
De retour à Paris, vers 1690, il a pris part à la décoration de l'église de l'hôtel des Invalides pour laquelle il reçoit un paiement en 1691. Il a exécuté une statue de Pallas pour l'entrée de l'hôtel de Soubise mais qui a disparu.
Léopold Ier reprend le duché de Lorraine qui lui est rendu après la ratification du traité de Ryswick, le 13 décembre 1697. Pierre Bourdy/Bourdict est nommé en 1700 « premier architecte et directeur des ouvrages de sculpture » du duc. Le duc fait alors réaménager le château de Lunéville, mais en 1702, avec le début de la guerre de Succession d'Espagne, le duché de Lorraine, bien que neutre dans cette guerre, est de nouveau réoccupé par Louis XIV. Le duc quitte Nancy et s'installe à Lunéville. Il décide de démolir l'ancien château et d'en reconstruire un nouveau pour accueillir sa cour. Pierre Bourdy/Bourdict est chargé de la reconstruction du château de Lunéville jusqu'en 1708, date à laquelle le duc confie ces travaux à Nicolas Dorbay puis à Germain Boffrand qui devient son premier architecte en 1711. Philippe Eberhard Joseph de Loewenstein-Wertheim, abbé commendataire de Gorze, a confié à Pierre Bourdy/Bourdict la construction du palais abbatial de Gorze entre 1696 et 1699
Entre 1705 et 1709, il travaille pour la chapelle royale de Versailles où il sculpte pour la décoration extérieure un saint Barnabé qui lui est payé 500 livres en 1707 et un enfant portant les attributs de l'église catholique en 1708/1709 ainsi qu'au bosquet des Bains d'Apollon. Les comptes des Bâtiments du roi ne le mentionnent plus après 1711.